# Col Buffalo
Pour les articles homonymes, voir Buffalo.
Le col Buffalo (Buffalo Pass en anglais) est un col routier des monts Chuska, aux États-Unis. Il s'élève à une altitude de 2 569 mètres dans le comté d'Apache, en Arizona.